# Satz von Bonnet-Myers
Der Satz von Myers (nach Sumner Byron Myers) ist eine mathematische Aussage aus dem Gebiet der Riemann'schen Geometrie, einem Teilgebiet der Differentialgeometrie. Diese Aussage kann als Verallgemeinerung des Satzes von Bonnet verstanden werden und wird deshalb auch Satz von Bonnet-Myers genannt. Der Vollständigkeit halber wird hier erst der Satz von Bonnet formuliert, welcher nach dem Mathematiker Pierre Ossian Bonnet benannt ist.

## Durchmesser
Um die Sätze von Bonnet und Myers formulieren zu können, wird zuerst der Begriff des Durchmessers einer Riemann'schen Mannigfaltigkeit definiert. Sei {\displaystyle (M,g)} eine Riemann'sche Mannigfaltigkeit mit der Abstandsfunktion {\displaystyle d}, zur Definition siehe hier. Dann nennt man
{\displaystyle \operatorname {diam} (M):=\sup\{d(p,q)\mid p,q\in M\}}
ihren Durchmesser.
Es ist zu beachten, dass der Durchmesser der Sphäre mit Radius {\displaystyle R} nicht {\displaystyle 2R} sondern {\displaystyle \pi R} ist.

## Satz von Bonnet
Sei {\displaystyle M} eine vollständige, zusammenhängende Riemann'sche Mannigfaltigkeit. Alle Schnittkrümmungen seien durch eine positive Konstante {\displaystyle \textstyle {\frac {1}{R^{2}}}} nach unten beschränkt. Dann ist {\displaystyle M} ein kompakter Raum mit endlicher Fundamentalgruppe und der Durchmesser der Riemann'schen Mannigfaltigkeit ist höchstens {\displaystyle \pi R}.

## Satz von Myers
Sei {\displaystyle (M,g)} eine vollständige, zusammenhängende, n-dimensionale Riemann'sche Mannigfaltigkeit, für welche der Ricci-Tensor für alle {\displaystyle V\in TM} die Ungleichung
{\displaystyle \operatorname {Ric} (V,V)\geq {\frac {n-1}{R^{2}}}g(V,V)}
erfüllt. Dann ist {\displaystyle M} kompakt, hat eine endliche Fundamentalgruppe und der Durchmesser ist höchstens {\displaystyle \pi R}.